# デザイン・ツー・コスト
デザイン・ツー・コスト（Design-to-Cost、DTC）は、コスト管理手法の一つで、製品開発及び製造にかかるコストを管理するための体系的な取り組みを表す。基本的な考え方は、コストはコンセプト決定の初期段階からでも「製品の中」に設計されており、後から取り除くことは困難であるというものである。したがって、コストは範囲（機能）、スケジュールと同様に重要なパラメータと考えられており、この3つを合わせると、よく知られているプロジェクト管理の三角形となる。
製品ライフサイクルの初期段階やコンセプト段階の早い時期に適切な設計判断を下すことにより、後の段階での不必要なコストを回避できる。ただし、DTCでは開発サイクル全体でコスト管理に必要な対策を講じようとする。DTCでは、コスト検討も拡張要求仕様の一部となる。
密接に関連する原価企画とは対照的に、DTCは製品が規定のコストへ正確に到達することを意味するものではなく、むしろ「製品開発活動においてコストを設計パラメータとして考慮する」ことを意味する。また、DTCは、メーカーや企業の生産コストではなく、顧客に提供できる価値を重視するDesign-to-Value（DTV）とも対比される。
この概念は、アメリカ国防総省が開発し、1971年の「主要国防システムの取得（Acquisition of Major Defense System）」と題された通達（Directive）5000.1が始まりとされている。